# Nuova Pallacanestro Vigevano 1955
L'A.S.D. Nuova Pallacanestro Vigevano 1955 è un'associazione sportiva della città di Vigevano.

## Storia
Nasce nel 1955 come G.S. Oberdan Vigevano e ottiene, nel mese di ottobre dello stesso anno, l'affiliazione alla FIP, muovendo i primi passi presso un campetto all'aperto in via Valle San Martino. Nell'estate 1960 cambia nome in Pallacanestro Vigevano e si trasferisce in un campo di gioco al coperto nella sala mensa dell'Ursus Gomma, una delle più importanti aziende locali dell'epoca.
La stagione 1960-1961, trascorsa nel secondo livello del basket nazionale, si conclude con la promozione nel massimo campionato italiano, che al tempo era denominato "Elette". La permanenza in tale categoria si rivela però breve, visto che dopo un solo anno arriva la retrocessione. La Pallacanestro Vigevano comincia così un lungo periodo nel secondo campionato nazionale, anche se durante la stagione 1965-1966 sfiora la risalita nella massima serie salvo poi perdere gli spareggi promozione contro Gira Bologna e Fortitudo Bologna. Un nuovo spareggio per la massima serie viene perso sette anni più tardi, quando sul campo neutro di Pesaro è Rieti ad imporsi per 55-44. Dal 1974-1975, prima annata dall'ultima riforma dei campionati, la formazione vigevanese si ritrovò in Serie B.
Il biennio che va dal 1976 al 1978 vede la Pallacanestro Vigevano risalire dalla terza alla prima serie nazionale, con il salto di categoria conquistato sia al termine della Serie B 1976-1977 (spareggio vinto contro Caserta sul neutro di Livorno) che al termine della Serie A2 1977-1978 (spareggio vinto contro Cagliari nuovamente a Livorno).
In vista della Serie A1, nel 1978 la palestra di via Carducci (poi ribattezzata PalaBasletta qualche anno più tardi) è oggetto di profondi lavori strutturali, tra cui lo spostamento del campo da gioco e la realizzazione di tribune su tre lati che portano la capienza complessiva a 3 500 posti. Nonostante l'arrivo di Clyde Mayes, la conferma di Damir Šolman e la presenza di altri giocatori italiani tra cui Claudio Malagoli e Giulio Iellini, la Mecap (sponsor di allora) chiude al terzultimo posto con un bilancio di 10 vittorie e 16 sconfitte, retrocedendo dopo una sola annata.
La squadra rimane poi in Serie A2 per cinque anni, dovendo ricorrere in un'occasione ad uno spareggio salvezza vinto a Pesaro contro la Stella Azzurra Roma al termine del campionato 1981-1982. La discesa nella terza serie nazionale si materializza tuttavia nel 1983-1984, quando un girone d'andata ricco di infortuni si rivela fatale nonostante l'ottimo girone di ritorno. A fine stagione si registra anche un avvicendamento dei vertici societari con la fine della presidenza di Luigi Colombo, in carica dalla prima metà degli anni '60. Negli anni a seguire, la squadra oscilla tra la Serie B2 e la C1, con una netta diminuzione di entusiasmo e di presenze al palazzetto, ridotto oltretutto di capienza.
Nel 1991 la presidenza viene affidata a Olindo Caso, successivamente definito come l'uomo della rinascita. Nel 1993 la società diventa Nuova Pallacanestro Vigevano, acquisisce il titolo sportivo di Asti e viene ammessa in Serie B2. Dopo una sola stagione ottiene la promozione in Serie B d'Eccellenza, categoria in cui continua a militare anche nelle annate seguenti nonostante alcuni tentativi di risalita in Serie A2 poi sfumati ai play-off.
La conquista della seconda serie nazionale diventa realtà il 22 maggio 2009, quando i gialloblu di coach Luigi Garelli battono 83-71 l'A.B. Latina in gara 4 della finale play-off tra le mura amiche del PalaBasletta.
Il vecchio impianto di Vigevano tuttavia non soddisfa i requisiti della Legadue 2009-2010, così, aspettando il completamento del nuovo palasport nella periferia cittadina, la squadra è costretta a giocare tutte le partite casalinghe della regular season al Palasport Dal Lago di Novara. Il sesto posto in classifica vale la qualificazione ai play-off, i quali consentono anche di giocare due partite nella nuova struttura finalmente inaugurata seppur con agibilità parziale, prima che Reggio Emilia si imponga nella serie per 3-2. Nel frattempo la società deve fare però i conti con problemi di natura economica, tanto da essere esclusa dai campionati FIP nel luglio 2010.
Nella primavera del 2013 viene ricostituita una nuova società, la Nuova Pallacanestro Vigevano 1955 che, acquisito il diritto della A.S.D. Vigentina Basket, viene iscritta al campionato di Serie D Lombardia giocando al PalaBasletta. Il 4 giugno 2014 vince il torneo di Serie D Lombardia battendo in finale Luino per 2-0, venendo promossa in Serie C regionale.
Il 9 maggio 2015, classificandosi al primo posto, termina il campionato di C2 regionale lombarda e viene promossa nel campionato di C Gold. Nella stagione 2015-16, da neopromossa, raggiunge la finale play-off contro Iseo dove viene però eliminata dopo la sconfitta alla bella per 2-1. La stessa sorte si ripete l'anno successivo con la sconfitta in semifinale contro Olginate per 2-1. Il 6 giugno 2018 Vigevano vince il campionato di Serie C Gold, assicurandosi l'accesso al campionato di Serie B 2018-2019 e chiudendo imbattuta.
Dopo il successo nel proprio tabellone dei play-off della Serie B 2022-2023, nel weekend tra il 16 e il 18 giugno 2023 la squadra allenata da Paolo Piazza gioca la poule promozione a Ferrara contro le vincitrici degli altri tre tabelloni, fase culminata con il raggiungimento di una delle due promozioni in palio per salire nella Serie A2 dell'anno seguente.
La stagione 2023-2024 del ritorno in A2 si conclude con la salvezza e la qualificazione ai play-off, con un'uscita ai quarti di finale contro la Pallacanestro Forlì 2.015 per 3-1. L'anno seguente, in un campionato diventato nel frattempo a girone unico, i gialloblù chiudono la regular season al terzultimo posto e affrontano una combattuta serie play-out contro la Libertas Livorno che vede i toscani imporsi per 3 gare a 2, condannando di fatto Vigevano alla retrocessione in Serie B Nazionale.

## Roster 2024-2025
Aggiornato all'8 novembre 2024.
| Elachem Vigevano 2024-2025 | Elachem Vigevano 2024-2025 |
| Giocatori                  | Staff tecnico              |
| -------------------------- | -------------------------- |

| N. | Naz.                                    | Ruolo | Nome                   | Anno | Alt.   | Peso   |  |
| -- | --------------------------------------- | ----- | ---------------------- | ---- | ------ | ------ |  |
| 00 | Italia (bandiera)                       | A     | Giacomo Leardini       | 1999 | 198 cm | 100 kg |  |
| 4  | Albania (bandiera) · Italia (bandiera)  | GA    | Çelis Taflaj           | 1998 | 201 cm | 94 kg  |  |
| 7  | Stati Uniti (bandiera)                  | P     | Myles Mack             | 1993 | 178 cm | 77 kg  |  |
| 8  | Italia (bandiera)                       | G     | Matteo Galassi         | 1998 | 185 cm | 85 kg  |  |
| 11 | Canada (bandiera)                       | C     | Prince Oduro           | 1998 | 203 cm | 113 kg |  |
| 12 | Lettonia (bandiera) · Italia (bandiera) | C     | Kristofers Strautmanis | 2001 | 200 cm | 107 kg |  |
| 15 | Italia (bandiera)                       | G     | Gabriele Stefanini     | 1999 | 191 cm | 95 kg  |  |
| 16 | Italia (bandiera)                       | AC    | Gabriele Andretta      | 2005 | 200 cm | 90 kg  |  |
| 17 | Italia (bandiera)                       | P     | Francesco Teboldi      | 2005 | 175 cm | 80 kg  |  |
| 33 | Italia (bandiera)                       | P     | Filippo Rossi          | 1997 | 193 cm | 91 kg  |  |
| 66 | Italia (bandiera)                       | GA    | Michele Peroni         | 1994 | 190 cm | 84 kg  |  |
| 68 | Serbia (bandiera) · Italia (bandiera)   | A     | Mihajlo Jerković       | 1999 | 204 cm | 95 kg  |  |

| Allenatore                                                                                      |
| - Lorenzo Pansa                                                                                 |
| Assistente/i                                                                                    |
| - Lorenzo Bruni - Alessandro Susino Legenda - (C) Capitano - (IN) Inattivo - Infortunato Roster |

## Presidenti ed allenatori
- 1955-1956 Ettore Campari
- 1956-1960 Ettore Colla
- 1960-1961 Carlo Balduzzi
- 1961-1962 Torello Puccini
- 1962-1984 Luigi Colombo
- 1984-1991 Giuseppe Pastormerlo
- 1991-1997 Olindo Caso
- 1997-1998 Roberto Verzello
- 1998-2003 Angelo Gnocchi
- 2003-2005 Giancarlo Ordanini
- 2005-2009 Guido Gogna
- 2009-2010 Riccardo Capelli
- 2013-2015 Marino Spaccasassi
- 2015-2018 Luca Brindisi
- 2018-2020 Massimiliano Rivarollo
- 2020-2022 Donatella Rizzi
- 2023-gen.2024 Sebastian Perini
- feb.2024 ad oggi Marino Spaccasassi

- 1955-1957 Ennio Nembro
- 1957-1958 Gianni Balduzzi
- 1958-1961 Tullio Rochlitzer
- 1961-1962 Yogi Bough
- 1962-1963 Arnaldo Taurisano
- 1963-1965 Lele Rosolen
- 1965-1968 Giuseppe "Dido" Guerrieri
- 1968-1969 Valerio Bianchini
- 1969-1970 Giuseppe Bertoldi
- 1970-1974 Mario De Sisti
- 1974-1975 Mario De Sisti – Piero Pasini – Alberto Petazzi
- 1975-1976 Alberto Petazzi – Piero Pasini
- 1976-1977 Piero Pasini
- 1977-1978 Gianni Asti
- 1978-1979 Gianni Asti – Richard Percudani
- 1979-1980 Richard Percudani – Gianni Asti – Luciano Dulio
- 1980-1981 Edoardo "Dodo" Rusconi
- 1981-1983 Giuseppe "Dido" Guerrieri
- 1983-1984 Silvio Bertacchi
- 1984-1985 Luciano Dulio – Giulio Melilla
- 1985-1987 Alfonso Zanellati
- 1987-1988 Alfonso Zanellati – Mauro Cerioni
- 1988-1989 Pino Gonella – Mario Poni
- 1989-1990 Mauro Cerioni
- 1990-1991 Pietro Brezzi
- 1991-1992 Bruno Contardi
- 1992-1993 Matteo Gullifa
- 1993-1996 Romano Petitti
- 1996-1997 Stefano Vanoncini
- 1997-1998 Claudio Monti – Luigi Bergamaschi – Massimo Corrado
- 1998-1999 Massimo Corrado
- 1999-2000 Eugenio Dalmasson
- 2000-2001 Eugenio Dalmasson - Gianni Lambruschi
- 2001-2004 Luigi Garelli
- 2004-2005 Simone Lottici
- 2005-2006 Marco Morganti – Filippo Faina
- 2006-2007 Filippo Faina
- 2007-2008 Furio Steffè
- 2008-2010 Luigi Garelli
- 2013-2015 Alessandro Munini
- 2015-2017 Simone Bianchi
- 2017-2023 Paolo Piazza
- 2023-Oggi Lorenzo Pansa

## Palmarès
- Campionato italiano dilettanti: 1

2008-09

## Giocatori celebri
- Tullio Rochlitzer
- Giulio Iellini
- Damir Šolman
- Claudio Malagoli
- Stefano Albanese
- Clyde Mayes
- Slick Watts (Summer League)
- Bruce Seals (Summer League)
- Mario Boni
- Marino Zanatta
- Vernon Smith
- Roberto Premier
- Davide Lamma
- Davide Parente
- Matteo Bertolazzi
- Jermaine Boyette
- Chris Pearson
- Diego Banti
- Gabriele Ganeto
- Mario Ghersetti
- Federico Ferrari